# Superpuchar Wysp Owczych w piłce siatkowej mężczyzn
Superpuchar Wysp Owczych w piłce siatkowej mężczyzn (far. Stórsteypadystir í flogbólti hjá monnum) – cykliczne rozgrywki w piłce siatkowej organizowane przez Związek Piłki Siatkowej Wysp Owczych (Flogbóltssamband Føroya, FBF), w których rywalizują ze sobą mistrz i zdobywca Pucharu Wysp Owczych. Zgodnie z regulaminem, jeżeli ta sama drużyna w jednym sezonie zdobyła mistrzostwo i puchar, wówczas prawo udziału w meczu o superpuchar mają mistrz i wicemistrz Wysp Owczych.
Mecz o superpuchar odbywa się przed początkiem rozgrywek ligowych. Po raz pierwszy rozegrany został w 2020 roku. Pierwszym zdobywcą tego trofeum był klub SÍ.

## Historia
Inicjatorem utworzenia rozgrywek o siatkarski superpuchar inaugurujących sezon ligowy na Wyspach Owczych był klub SÍ. Pierwsza edycja odbyła się 26 września 2020 roku w szkolnej hali sportowej przy ul. Giljanesi (høllin á Giljanesi) w Sandavágur. Uczestniczyli w niej: mistrz i zdobywca Pucharu Wysp Owczych – Mjølnir oraz wicemistrz Wysp Owczych – SÍ. Mecz zakończył się zwycięstwem w czterech setach klubu SÍ.
Drugi mecz o superpuchar rozegrany został 24 października 2021 roku ponownie w hali sportowej w Sandavágur. Mistrz Wysp Owczych w sezonie 2020/2021 – Mjølnir – pokonał w trzech setach zdobywcę Pucharu Wysp Owczych 2021 – ÍF. W następnym roku w spotkaniu o superpuchar, które odbyło się 24 września w hali Kollafjørður, uczestniczyły te same drużyny. Drugi superpuchar w historii klubu zdobył Mjølnir.
Czwarta edycja rozgrywek o superpuchar zorganizowana została 24 września 2023 roku w hali sportowej (høllin á Hálsi) w Thorshavn.  Wicemistrz Wysp Owczych w sezonie 2022/2023 – Fleyr – pokonał mistrza i zdobywcę pucharu – zespół Mjølnir.
W piątym spotkaniu o superpuchar rozegranym 7 września 2024 roku w hali sportowej (ítróttarhøllin inni í Dal) w miejscowości Sandur zmierzyli się: mistrz Wysp Owczych w sezonie 2023/2024 – Mjølnir – oraz zdobywca Pucharu Wysp Owczych 2024 – SÍ. Lepszy okazał się zespół SÍ. Zdobył tym samym drugi superpuchar w historii klubu.

## Triumfatorzy
| Edycja | Data       | Miejsce spotkania                 | 1. miejsce                                       | 2. miejsce                                       | Wynik spotkania                  |
| ------ | ---------- | --------------------------------- | ------------------------------------------------ | ------------------------------------------------ | -------------------------------- |
| 1      | 26.09.2020 | Høllin á Giljanesi, Sandavágur    | SÍ (wicemistrz Wysp Owczych)                     | Mjølnir (mistrz i zdobywca Pucharu Wysp Owczych) | 3:1 (26:24, 25:23, 23:25, 25:23) |
| 2      | 24.10.2021 | Høllin á Giljanesi, Sandavágur    | Mjølnir (mistrz Wysp Owczych)                    | ÍF (zdobywca Pucharu Wysp Owczych)               | 3:0 (25:19, 25:21, 25:23)        |
| 3      | 24.09.2022 | Høllin, Kollafjørður              | Mjølnir (mistrz i zdobywca Pucharu Wysp Owczych) | ÍF (wicemistrz Wysp Owczych)                     | 3:0 (25:18, 25:13, 25:18)        |
| 4      | 24.09.2023 | Høllin á Hálsi, Thorshavn         | Fleyr (wicemistrz Wysp Owczych)                  | Mjølnir (mistrz i zdobywca Pucharu Wysp Owczych) | 3:0 (26:24, 25:13, 25:21)        |
| 5      | 7.09.2024  | Ítróttarhøllin inni í Dal, Sandur | SÍ (zdobywca Pucharu Wysp Owczych)               | Mjølnir (mistrz Wysp Owczych)                    | 3:0 (26:24, 25:16, 25:7)         |

## Bilans klubów
| Klub                  | złoto | srebro |
| --------------------- | ----- | ------ |
| Mjølnir               | 2     | 3      |
| Sørvágs Ítróttarfelag | 2     | 0      |
| Fleyr                 | 1     | 0      |
| ÍF                    | 0     | 2      |